# Comissari Europeu de Multilingüisme
El Comissari Europeu de Multilingüisme és un membre de la Comissió Europea que s'ocupa de la política lingüística de la Unió Europea i promou el multilingüisme entre els ciutadans de la Unió així com en les seves institucions.

## Orígens
Aquesta cartera fou creada per la Comissió Barroso el novembre de 2004 formant part de la cartera d'Educació, Formació, Cultura i Multilingüisme encapçalada per l'eslovac Ján Figel'. Des de l'1 de gener de 2007 aquesta àrea forma part d'una cartera pròpia, encapçalada pel romanès Leonard Orban.
Aquest comissionat té la voluntat de promoure l'aprenentatge de les llengües com un mitjà de millorar la mobilitat dels treballadors i la competitivitat de les empreses en lloc de posar l'accent en els drets lingüístics de les llengües regionals, minoritàries, menys utilitzades i migratòries.
Leonard Orban va esmentar, entre d'altres, una sèrie de polítiques a tirar endavant al seu ascens com a Comissionat de Multilingüisme l'any 2007:
- Fomentar l'aprenentatge d'idiomes i la promoció de la diversitat lingüística en la societat;
- Promoure una economia multilingüe sana, i
- Donar als ciutadans l'accés a la legislació de la Unió Europea en el seu propi idioma

## Llista de Comissaris Europeus de Multilingüisme
| Comissió | Inici                  | Finalització           | Nom           | País       | Partit |
| Barroso  |                        |                        |               |            |        |
| -------- | ---------------------- | ---------------------- | ------------- | ---------- | ------ |
| Barroso  | 22 de novembre de 2004 | 31 de desembre de 2006 | Ján Figel'    | Eslovàquia | KDH    |
| Barroso  | 1 de gener de 2007     | actualitat             | Leonard Orban | Romania    | ind.   |